# Бастаси (Баня-Лука)
Бастаси (серб. Бастаси / Bastasi) — село в общине Баня-Лука Республики Сербской Боснии и Герцеговины. Население составляет 184 человека по переписи 2013 года.